# Ваншельбойм Ерік Віталійович
Ерік Ваншельбойм (дата народження: 15 липня 2001 року, Сараєво, Боснія і Герцеговина) — професійний тенісист, який представляє Україну, але веде спортивну кар'єру за кордоном, тренується в Аліканте (Іспанія) спільно з головним тренером — Руне Томсен (Данія). Станом на вересень 2019 року він обіймає 15-те місце в неофіційному світовому рейтингу ATP серед тих, хто народився в або після 2001 року ATP Singles ranking — 699.

## Біографія

### 2019—2021
- У січні 2021 року став переможцем турніру ITF, який проходив у Монастирі (Туніс). У фіналі турніру Ерік обіграв «третю ракетку» Тунісу Скандера Мансурі — 3:6, 6:4, 6:3[3].
- У вересні Ерік був запрошений грати за збірну України на Кубку Девіса проти Угорщини.
- Зіграв 10 турнірів у серії PRO (одна перемога, 3 чвертьфіналу, 2 півфінали) та піднявся з початку року з 1472-го на 705-те місце у світовому рейтингу ATP[2].
- Ерік зіграв на всіх чотирьох турнірах серії Великого шолома серед юніорів. Пройшов у 2-й раунд у Ролан Гаррос і Вімблдоні. Дійшов до ½ фіналу в Ролан Гаррос у парному розряді[4].
- Виграв турнір першої категорії в Казані, Росія — неофіційний чемпіонат СНД на твердому покритті.
- Закінчив грати серед юніорів на початку року з рейтингом #35 у світі (березень 2019 року).
- У січні виграв перший турнір року серед професіоналів в Аннінг (Китай). Став першим у світі 17-річним тенісистом, який виграв професійний турнір з другої спроби[5].

### 2018—2017
- Зіграв у зимових і літніх чемпіонатах Європи за юніорську збірну України.
- Переїхав в Аліканте (Іспанія).
- Виграв перші 8 трофеїв в ITF серед юніорів.
- У жовтні 2018 зіграв на своєму першому професійному турнірі в Анталії (Туреччина). Пройшов через 3 тури кваліфікації і дійшов до ¼ фіналу в основній сітці, набравши свої перші очки до заліку АТР рейтингу[2].
- Підписав контракти з Bidi Badu [Архівовано 2 липня 2019 у Wayback Machine.] i Yonex.

### 2016—2015
- Завершив участь у турнірах Tennis Europe з рейтингом #3 в Європі.
- Підняв свої позиції в рейтингу ITF серед юніорів[1].

### 2014—2013
- Почав отримувати перші трофеї в Tennis Europe і зіграв перші матчі в ITF серед юніорів[1].

### 2012—2011
- Підняв свої позиції до № 2 у національному рейтингу U-12 і почав грати у турнірах Tennis Europe.

### 2010—2009
- У віці неповних 9 років почав грати у данських турнірах U-12 і швидко піднявся у данському національному рейтингу.
- Виграв кілька турнірів у ближньому зарубіжжі.
- У 2010 році зіграв у двох найбільших світових турнірах U-10: в Smrikva Bowl (Хорватія) і Little Mo (США). У Хорватії Ерік програв у другому раунді, а у Флориді — дійшов до фіналу в одиночному розряді і виграв в парному і змішаному парному розрядах.
- У віці неповних 10 років отримав своє перше спонсорство від бренду Prince.

### 2008—2006
- Повернувся у Данію.
- У віці 7 років почав займатися тенісом.

### 2006—2005
- Проживав у США.
- Почав успішно займатися тхеквондо.

### 2005—2001
- Проживав у Данії.

## Сім'я
Ерік з родини дипломатів, які проживають за кордоном з 1997 року. Його батьки обидва з України. Батько Еріка, Віталій Ваншельбойм — працює з 2006 року на посаді помічника генерального секретаря ООН. Народився Ерік в Сараєво, а коли йому було кілька місяців, сім'я переїхала в Данію по роботі батька. Більшу частину свого життя він прожив в Копенгагені (Данія) і тільки в 16 років переїхав разом із тренером в Іспанію, де наразі і тренується (Аліканте). У Еріка є старший брат Ален (1994) і молодший брат Еміль (2011). За свої 18 років Ерік відвідав багато країн, що допомогло йому вивчити відразу кілька мов.

## Ключові події
- У жовтні 2018 року Ерік став професіоналом завдяки турніру в Анталії (Туреччина). У своєму першому турнірі він виграв три матчі у кваліфікації, а потім пройшов весь шлях до чвертьфіналу. У своєму першому матчі основної сітки Ерік переміг австралійця Кріса О'Коннелла, який зараз входить в топ-200 ATP[2].
- У січні 2019 року, на своєму другому турнірі, який він зіграв в Аннінге (Китай), Еріку вдалося виграти трофей, хоча він був допущений до турніру тільки як виняток через свій високий рейтинг серед юніорів.
- У лютому 2019 року Ерік виграв турнір 1-ї категорії ITF серед юніорів у Казані (Росія), який вважається неофіційним чемпіонатом СНД на твердому покритті[1]. Перемога в Казані була, мабуть, його кращим досягненням серед юніорів.
- Грав у великому міжнародному турнірі U-10 у Флориді, США, в Академії Боллетьері і посів 2-ге місце в одиночному розряді, а також виграв парні і змішані парні розряди.
- У 2019 році Ерік грав у всіх чотирьох турнірах Великого шолома (Відкритий чемпіонат Австралії, Роллан Гаррос, Вімблдон і Відкритий чемпіонат США). У Роллан Гаррос і Вімблдоні він пробився до другого раунду в одиночному розряді, а в Роллан Гаррос він також вийшов до півфіналу в парному розряді.
- У 2019 році Ерік був обраний капітаном, Андрієм Медведєвим, для гри у складі української збірної в рамках турніру, «Кубок Девіса», разом із трьома іншими досвідченими гравцями у віці від 32 до 33 років. Ерік мав пропозиції від інших збірних, але виявив бажання грати за Україну[1].

## Заслання
- itftennis [Архівовано 7 жовтня 2019 у Wayback Machine.]
- tennis explorer [Архівовано 7 жовтня 2019 у Wayback Machine.]
- Tennisua.org [Архівовано 7 жовтня 2019 у Wayback Machine.]
- Btu.org.ua [Архівовано 7 жовтня 2019 у Wayback Machine.]
- Euro.com.ua [Архівовано 27 вересня 2020 у Wayback Machine.]
- Sport.ua [Архівовано 7 жовтня 2019 у Wayback Machine.]
- Телеграф [Архівовано 7 жовтня 2019 у Wayback Machine.]
- Сюжет Сергія Стаховского [Архівовано 7 жовтня 2019 у Wayback Machine.]
- Instagram
- Facebook official page [Архівовано 22 листопада 2019 у Wayback Machine.]
- Facebook profile
- Twitter [Архівовано 2 листопада 2019 у Wayback Machine.]